# Mineral del Monte
Mineral del Monte, auch Real del Monte genannt, ist eine Stadt im mexikanischen Bundesstaat Hidalgo in Zentralmexiko. Mineral del Monte war ein wichtiges Zentrum des Bergbaus für Silber, Gold, Kupfer und Zinn. Mineral del Monte wurde als sogenanntes Pueblo Mágico (magischer Ort) vom SECTUR (Sekretariat für Tourismus in Mexiko) ausgezeichnet.

## Geschichte
- Präkolumbianische Periode: Die mineralhaltige Erde soll bereits den Tolteken bekannt gewesen sein
- Nach der Unabhängigkeit Mexikos wurden die Minen zunächst aufgegeben, später wurde der Abbau wieder von englischen Minenarbeitern aufgenommen

## Weblinks

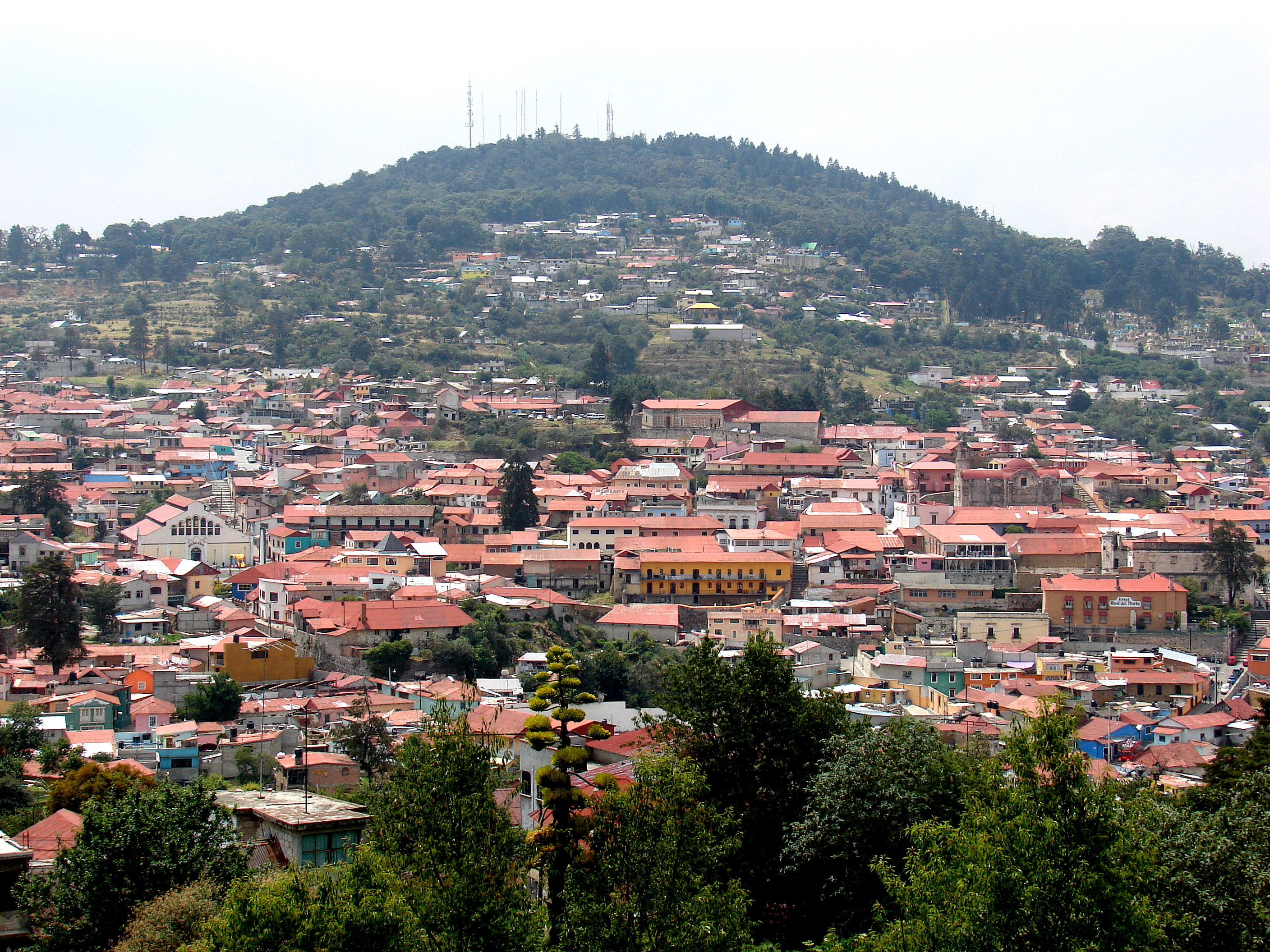
Blick über die Stadt
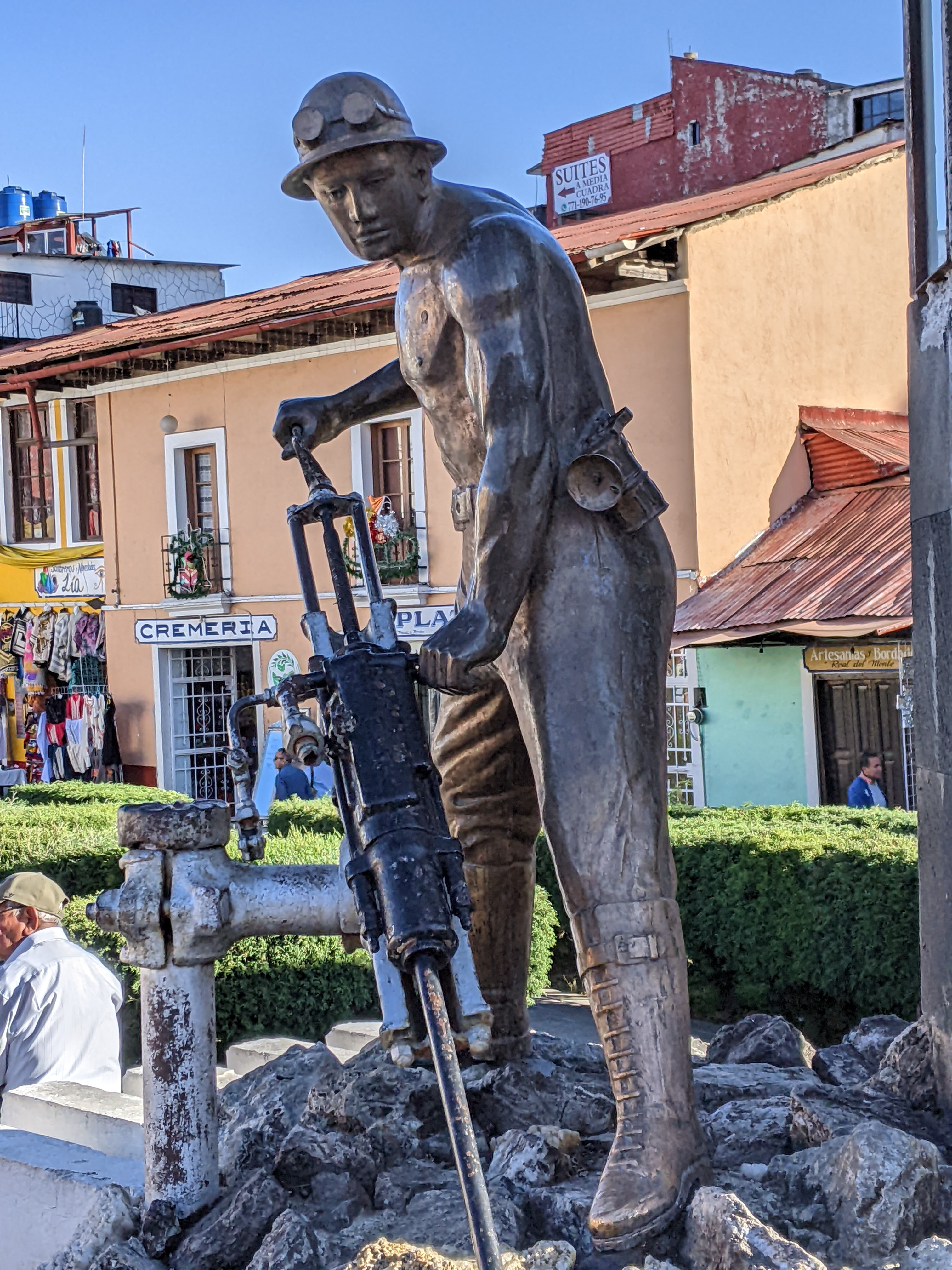
Denkmal für die Minenarbeiter
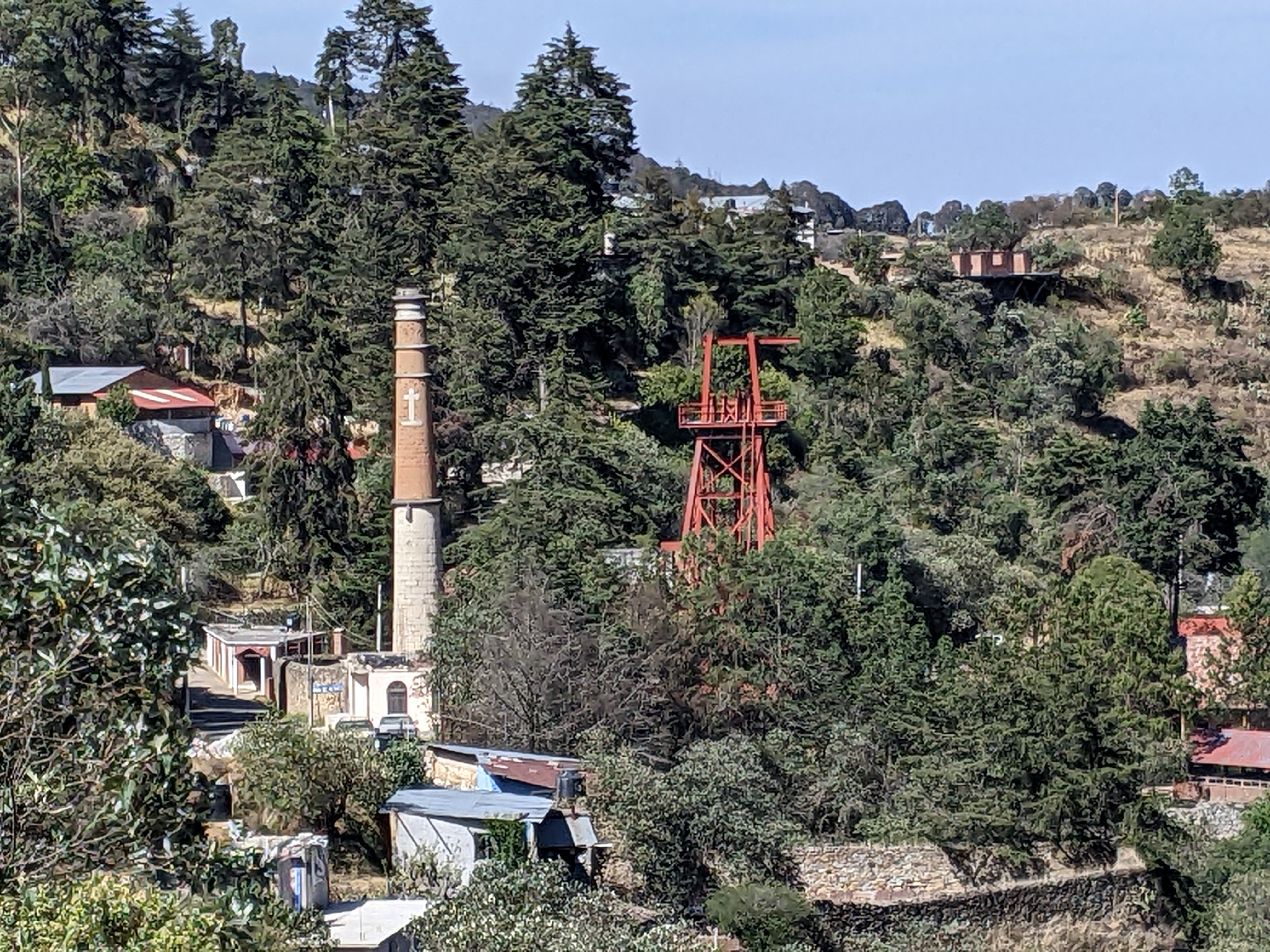
Das Acosta Bergwerksmuseum
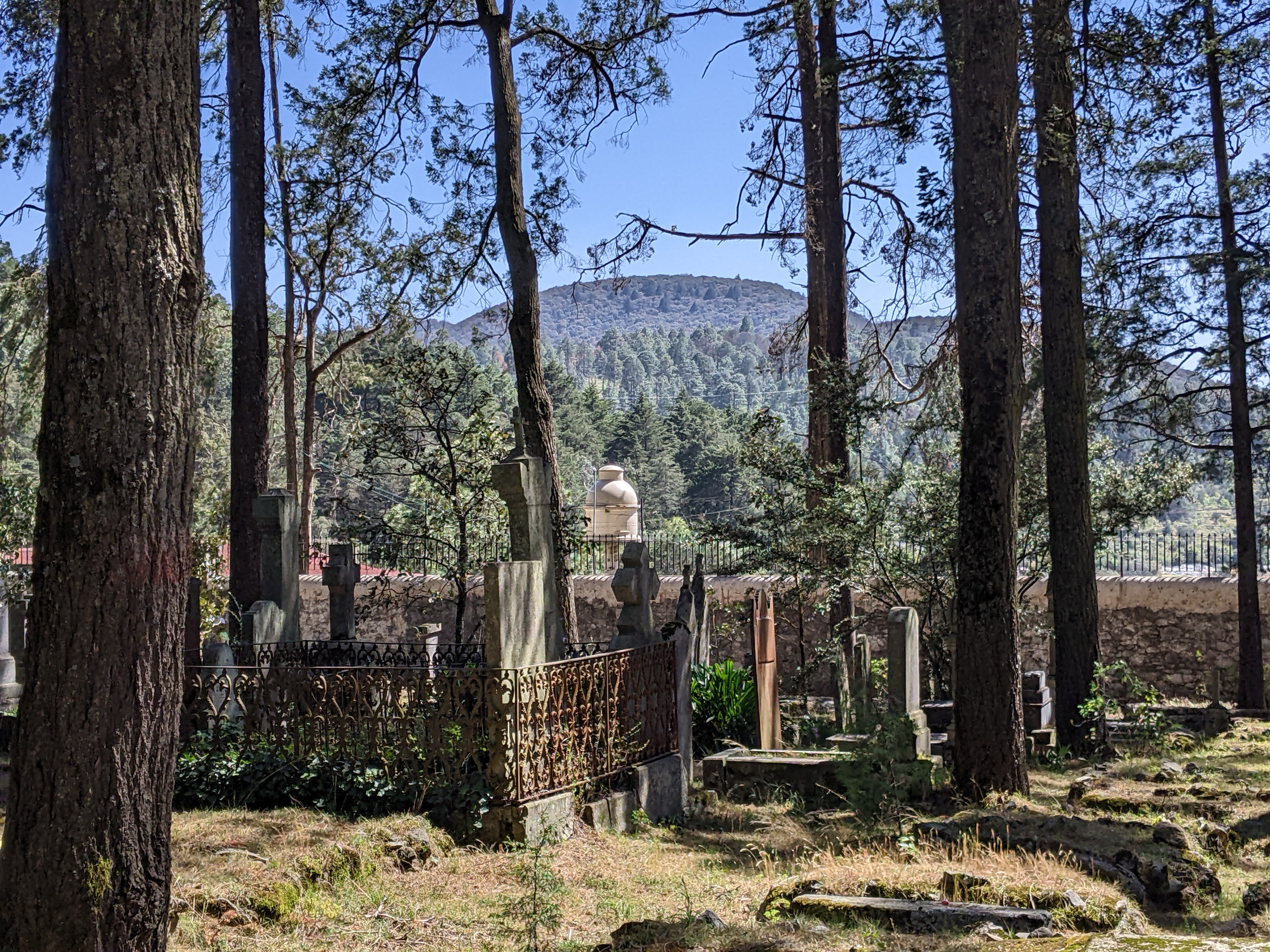
Englischer Friedhof
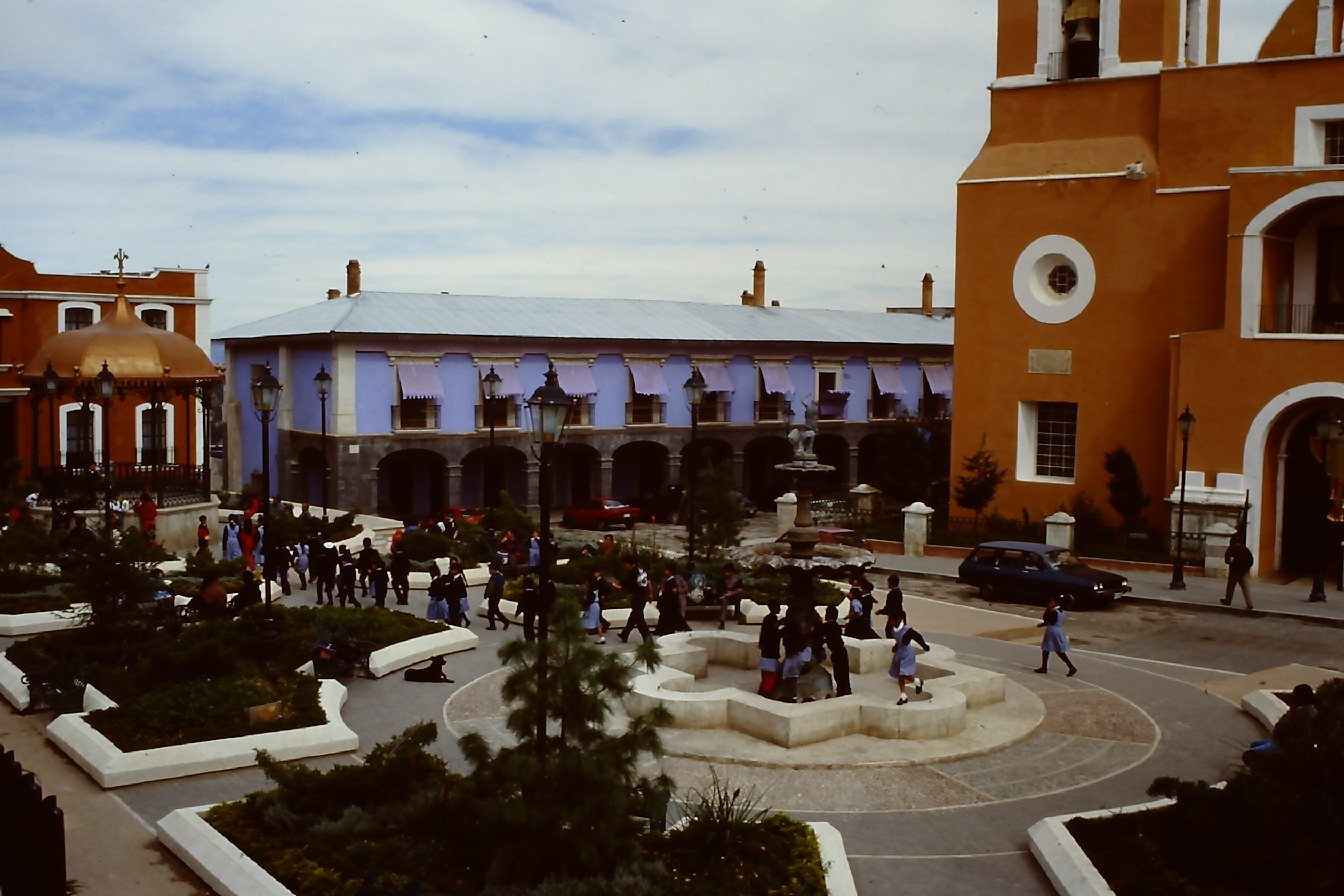
Parroquia Nuestra Señora de la Asunción